# L'Apaiador
L'Apaiador és una muntanya de 632 metres que es troba al municipi de Vilanova de Sau, a la comarca d'Osona.